# 蒙特西亞山脈

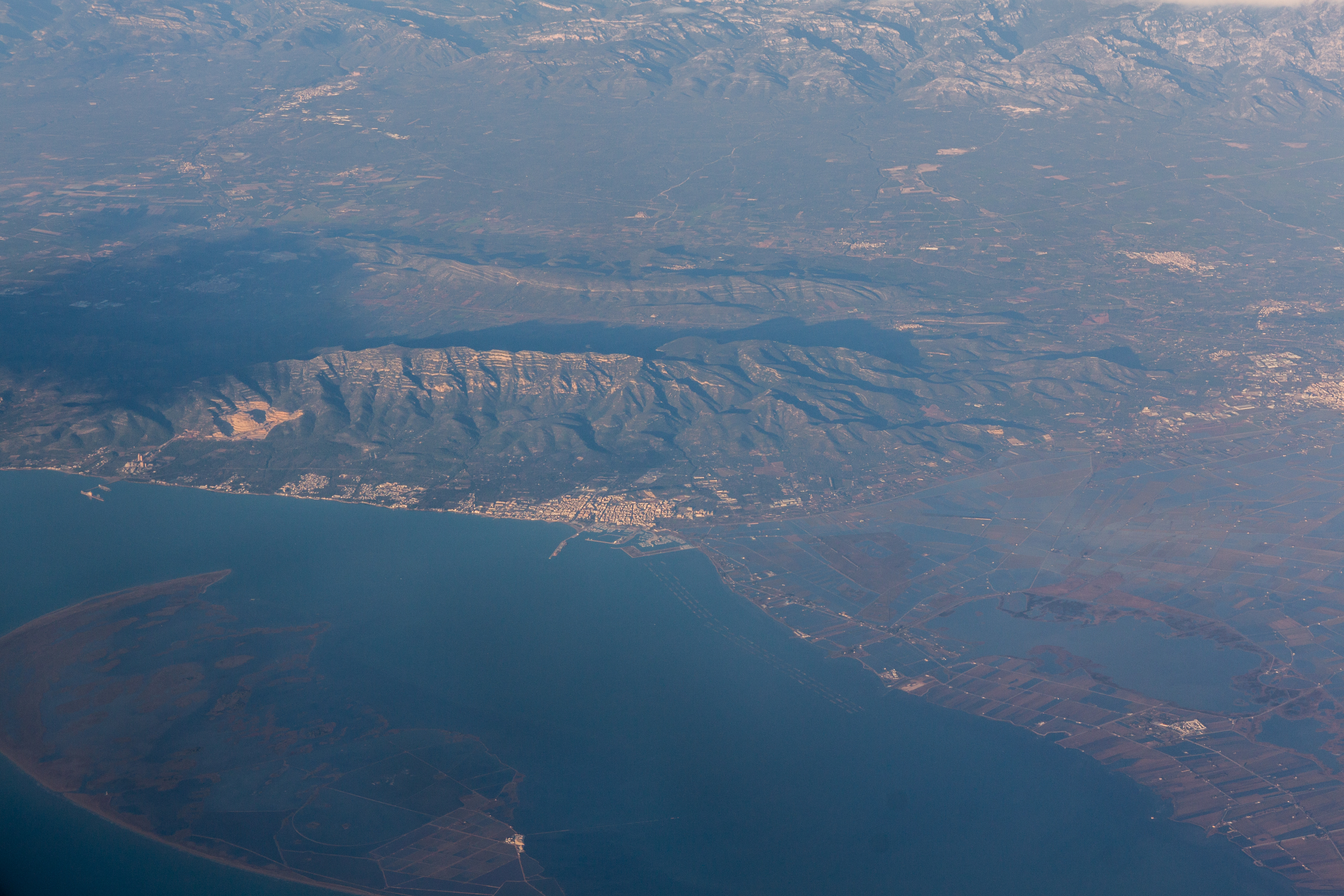
Serra de Montsià - Air Photo

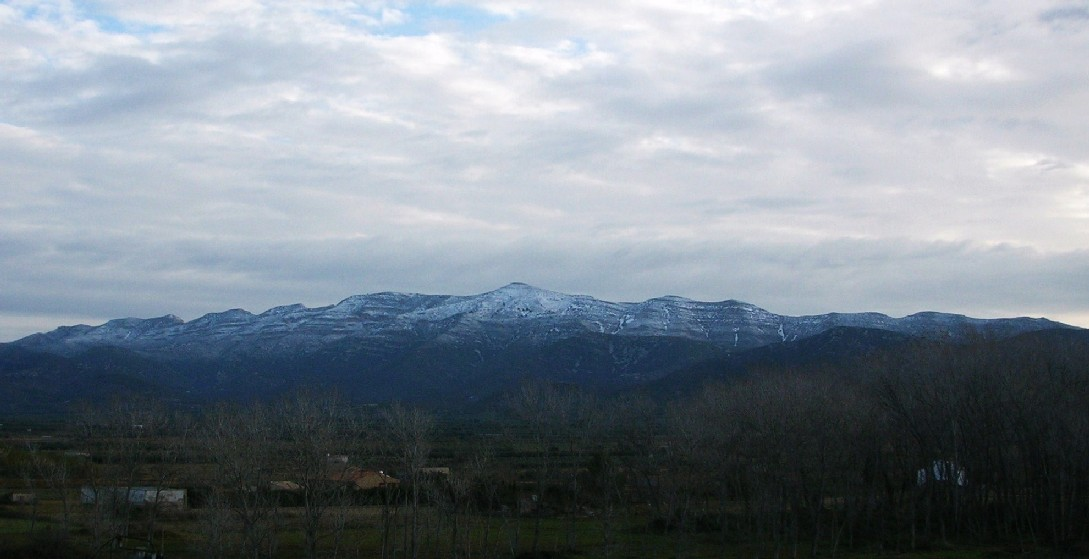

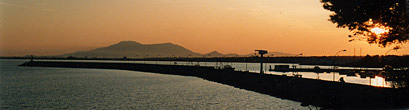

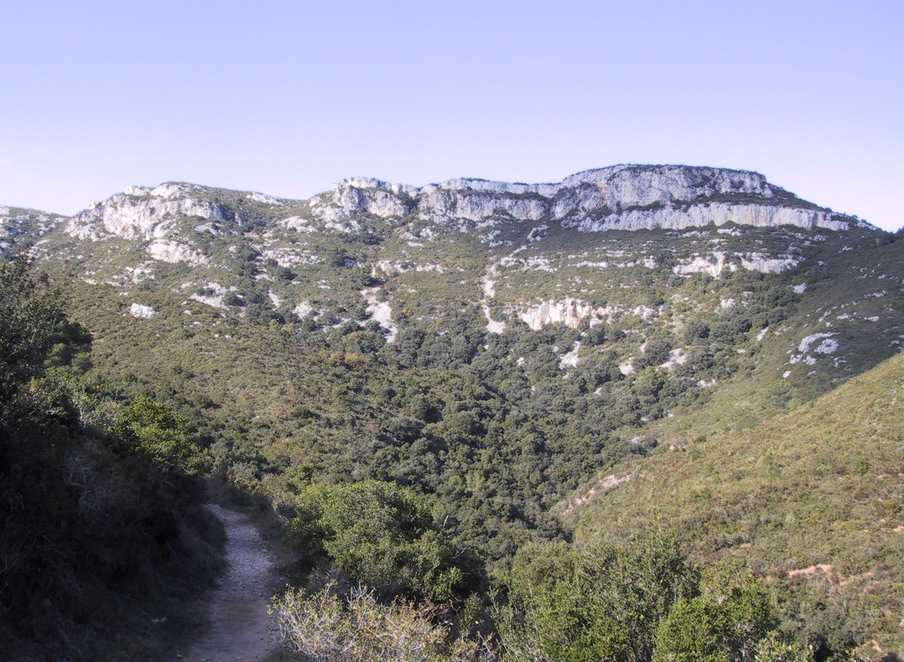

40°37′26″N 0°32′41″E / 40.62389°N 0.54472°E
蒙特西亞山脈，是西班牙的山脈，位於該國東北部加泰羅尼亞，長14.5公里、寬5公里，最高點海拔高度764米，由石灰岩組成的山體在2,500萬年前形成。